# Villa Skall
Villa Skall (čp. 696) je majestátní novorenesanční vila v ulici Jana Švermy (dříve Klášterní) na úpatí Svaté hory poblíž františkánského kláštera Čtrnácti svatých Pomocníků v Kadani. V současnosti je známa spíše jako Zámeček či Na Zámečku. Stavba byla dokončena roku 1906. Autorem projektu je kadaňský architekt a stavitel Josef Peter. Projekt vznikl na objednávku Emanuela Skalla (1859–1942), obchodníka, majitele textilní továrny a řady dalších nemovitostí pocházejícího ze zámožné židovské rodiny z Nového Města pražského. V současné době v přízemí vily hospoda se zahrádkou.

## Historie

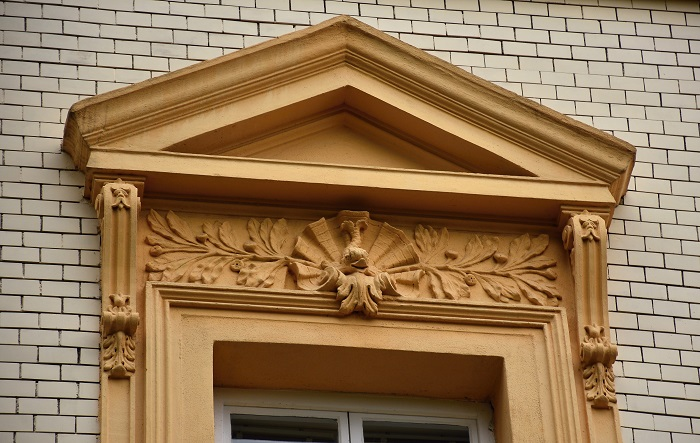
detail okenní šambrány na fasádě Villy Skall

### Výstavba
Villa Skall byla dokončena roku 1906 podle projektu kadaňského architekta a stavitele Josefa Petera. Jedná se o majestátní vilu v novorenesančním stylu s mohutnou čtverhrannou věží (odtud název Zámeček, Na Zámečku). Do současné doby se dochovala členitá fasáda. Okenní šambrány jsou zdobeny ornamenty s florálními ornamenty a také lasturou s delfínem, která odkazuje na motiv antické Venuše.

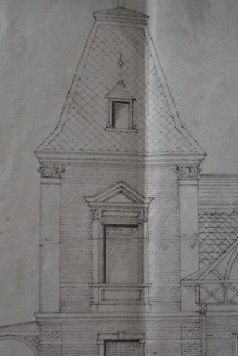
detail věže Villy Skall z projektu Josefa Petera

Původním záměrem zadavatele projektu a prvního majitele vily Emanuela Skalla bylo vystavět nad takzvanou Naafovou pěšinou (dnes ulice Pionýrů) a na úpatí Svaté hory směrem k Vernéřovské silnici (dnes ulice Klášterecká), kde vlastnil několik pozemků, zcela novou vilovou čtvrť. To se však nakonec neuskutečnilo, neboť tehdejší kadaňský starosta, MUDr. Ferdinand Träger, měl o využití Svaté hory zásadně odlišné představy. Ještě roku 1906 vyhlásilo město v této oblasti stavební uzávěru, a to z důvodu všeobecného veřejného zájmu. Svatá hora byla totiž rozlehlým městským parkem, který sloužil jako klidný prostor pro rekreaci obyvatel města a vznik nové zástavby by tento prostor výrazně omezil. Takové byly starostovy argumenty během sporů, které mezi městem Kadaní a Emanuelem Skallem probíhaly až do roku 1911 u českých zemských úřadů v Praze a o kterých dokonce informoval i pražský tisk, například Prager Abendblatt.
Právě roku 1911 vznikla také projektová dokumentace k rozšíření stávajícího Klášterního parku, k jehož realizaci došlo již v létě roku 1912. Z iniciativy starosty Trägera byly rovněž založeny Trägerovy sady (dnes Smetanovy sady), které již neoddiskutovatelně neměla od Svaté hory oddělovat bariéra ve formě nové vilové čtvrti.

### Majitelé
Vilu si nechal postavit Emanuel Skall (1859–1942). Skall byl úspěšný obchodník, majitel textilní továrny a řady dalších nemovitostí. Pocházel ze zámožné židovské rodiny z Nového Města pražského. Na počátku 20. století nakoupil též řadu pozemků v Kadani. Pozemky na úpatí Svaté hory plánoval rozprodat na parcely pro vilové domy a iniciovat tak založení nové vilové čtvrti. Villa Skall měla být pro tento záměr jakýmsi pilotním projektem. Idea nové vilové čtvrti se však nakonec z již zmíněných důvodů neuskutečnila. Skall vlastnil další pozemky na stráních nad řekou Ohří zvaných Klang, kde tehdy vznikla nová městská vodní elektrárna. Skallovy obchodní zájmy zastupoval v Kadani zdejší židovský obchodník Ludwig Löwy, rodák z Mašťova na Kadaňsku a majitel hotelu Austria (později Gangl, dnes Svoboda) na kadaňském hlavním náměstí.
Emanuel Skall ve své kadaňské rezidenci často pobýval se svou manželkou Paulou, rozenou Löwy, rodačkou z Kadaně a sestrou jeho obchodního zástupce Ludwiga Löwyho. Několik let poté, co Skall upustil od svého developerského projektu, začal vilu pronajímat a nakonec ji prodal.
V letech 1916 až 1926 byl jejím majitelem Anton Lorenz, později obchodník Lorenz Uhl.
Po vzniku Československé republiky roku 1918 se Emanuel Skall angažoval jako přesvědčený československý vlastenec. V říjnu 1938 po okupaci českého pohraničí nacistickými vojsky byl veškerý Skallův majetek v Kadani označen za židovský a na základě německých rasistických zákonů byl zkonfiskován. Dne 20. čerence 1942 byli manželé Emanuel a Paula Skallovi deportováni do židovského ghetta v Terezíně. Emanuel zde 3. září 1942 zemřel. Paula byla 19. října 1942 transportem převezena do vyhlazovacího tábora Treblinka v okupovaném Polsku, kde byla zavražděna.